# Cuparessa testacea
Cuparessa testacea är en insektsart som beskrevs av Sjöstedt 1921. Cuparessa testacea ingår i släktet Cuparessa och familjen gräshoppor. Inga underarter finns listade i Catalogue of Life.